# 골프장
골프장 (--場)은 골프를 치기 위해 조성된 터로, 초타 구역(티잉 그라운드), 페어웨이(잔디밭 구역), 러프(황무지 구역), 벙커(모래사장)장애 구역, 깃대, 공을 쳐 넣는 구멍 등을 포함한 일련의 홀로 구성되어 있다.
골프장은 기본적인 규격을 제외하고 일정한 규격을 가지고 있지 않아 다양한 형태의 코스를 가지고 있다. 호수 또는 강을 띄기도 하며 중간중간에 나무나 언덕이 조성되어 있기도 하다. 보통 일직선 형태보단 구불구불한 형태로 되어 있는 경우가 많은데 이는 그린(종료)위치와 다음 코스의 시작 위치 간의 거리를 좁히는 용도 외에 경기를 좀 더 다양하게 즐길 수 있기 위함이다.
골프장의 대략적인 규격은 아웃 코스와 인 코스의 각 9홀로 된 18홀로 구성되며 총 길이는 약 5,500∼6,300m(6,000∼7,000야드)로, 너비는 100~180m로 맞춰놓는다. 보통 전체 넓이 90만m2(27만 평) 정도를 차지한다.

## 골프장의 구조

골프장의 구조
1 = 티잉 그라운드
2 = 워터 해저드
3 = 러프
4 = 아웃 오브 바운스(OB)
5 = 벙커
6 = 워터 해저드
7 = 페어웨이
8 = 그린
9 = 핀(깃대)
10 = 홀(컵)

### 티잉 그라운드
티잉 그라운드(teeing ground), 티잉 에어리어(teeing area), 티 박스(tee-box)는 티(tee)라고 줄여서 부르는 출발 지점이다. 티 박스는 주위의 지면보다 약간 높이 솟아 있으며 직사각형의 평평한 형태로 되어 있고 잔디는 그린처럼 최대한 미세하게 깎아놓는 것이 보통이다.
각각의 티 박스에는 두 개의 마크가 놓여 있으며 이를 연결하는 선을 가로로 하고, 마크 뒤쪽에서 두 클럽 길이의 선을 세로로 한 직사각형의 구역 안에서 골퍼가 티 펙(tee peg)이란 못 위에 공을 올려 놓고 제1타를 친다.
티 박스는 홀에서 먼 순서대로 3개로 구성되어 있다.
- 챔피언 티 (championship) : 홀에서 가장 멀리 떨어져 있으며 마크는 흰색이다. 대회시합용으로 사용된다.
- 레귤러 티 (regular tee) : 홀에서 중간 부분에 떨어져 있으며 마크는 노란색이다. 남성용 및 숙련자용으로 사용된다.
- 레이디스 티 (ladies tee) : 홀에서 가장 가까이 있으며 마크는 빨간색이다. 여성, 초보자, 아동용으로 사용된다.

### 페어웨이
페어웨이(fair way)는 '정상적인 통로'라는 뜻을 가진 티에서 그린까지 구간의 중앙 부분에 있는 코스 대부분을 차지하는 곳으로, 잔디를 잘 다듬어 정상적인 타격감을 가지고 있다.

### 러프
러프(rough)는 페어웨이의 외곽 부분에 잔디를 덜 다듬어 잡초 및 수림으로 형성된 것으로 타격감이 페어웨이보다 떨어지는 곳이다.

### 해저드
해저드(hazard)는 부정확한 샷을 억제하기 위해 골프장 중간중간에 설치된 장애물을 말하며 크게 두가지 종류가 있다.
- 샌드 벙커(sand bunker): 골프장 중간 마다 움푹파인 곳에 모래가 깔린 지역으로 공이 모래에 파여 있어 타구가 어려운 곳이다. 위치에 따라 페어웨이 좌우에 있는 사이드 벙커(side bunker), 중앙에 있는 크로스 벙커(cross bunker), 그린 주위에 있는 가드 벙커(guard bunker)가 있다.
- 워터 해저드(water hazard): 코스 안에 있는 물로 채워진 장애물로, 그 형태는 호수, 연못, 습지, 냇물 등 다양하다.

### 그린
퍼팅 그린(putting green)은 평균 660∼990m2(200∼300평) 넓이에 잔디를 매우 짧게 깎아놓아 다듬은 곳이다. 그린에는 지름 10.79cm(4.25인치)의 구멍이 있으며 홀(hole) 또는 컵(cup, 일본에서만 사용)이라고 한다. 홀은 멀리서도 위치를 식별할 수 있도록 홀에 핀(깃대)를 꽃아 세워놓는다. 공이 그린에 올려진 후 퍼터(putter)를 이용해서 홀에 넣으면(홀 인, hole in) 그 홀의 경기는 끝난다.

### 아웃 오브 바운스
아웃 오브 바운스(out of bounds)는 O.B. 줄여서 부르며, 허용되지 않은 장외 지역을 가리킨다. 장외 구역 외에 코스 안에서도 OB 구역이 있는데, 말뚝과 담장 등으로 경계를 높여 구별해주고 있다. 이 곳에 공이 들어가면 벌점으로 페널티 1타가 부가되고 공은 치기 전의 장소로 되돌아 가서 놓고 다시 쳐야 한다.

## 특이한 골프장

### 나라별
사우디아라비아에서 골프장은 석유로 뒤덮인 모래에 세워졌다. 어쨌든, 다란과 같은 도시에서는 현대식의 풀이 난 골프장이 세워졌다. 오스트레일리아의 쿠버 페디(Coober Pedy)에서는 디젤과 기름, 모래 더미를 파서 만든, 9홀로 이루어진, 풀이 없는 골프장이 있다. 선수들은 골프공을 올려 놓는 작은 인조잔디 조각을 가지고 다닌다. 뉴질랜드에서는 시골의 골프장에 울타리를 두르고 양이 잔디밭에서 풀을 뜯는 풍경이 드물지 않다. 125년 된 스리랑카의 왕립 콜롬보 골프 클럽에서는 켈라니 계곡 철도의 증기기관차가 6번째 홀을 가로지른다.

### 종목별
극한 골프는 환경적으로 지속 가능한 장소에서 열려 기존의 골프장을 대체한다. 하이킹(도보 여행)과 골프에 걸쳐진 참가자들의 진로는 폭 넓은 자연 장애물과 도전적인 지형에 놓인다. 이들 극한 골프는 다듬어지지 않은 초지와 숲에서 행하여지고, 결승점은 통상의 초지에 놓인다.

## 환경 파괴
골프장으로 토지를 사용하는 데 대한 환경적인 우려는 지난 50년간 더욱 커졌다. 이러한 우려에는 골프장 유지를 위한 물 사용(물 부족)과 화학 살충제, 화학 비료 등을 들 수 있으며, 골프장 조성시의 습지대를 비롯한 환경적으로 중요한 지역의 파괴도 포함된다. 골프장에 사용되는 다이아지논은 독성의 화학물질로, 미 환경보호국은 새 무리의 감소로 1988년에 이 약품을 골프장과 잔디밭에 사용하는 것을 금지하였다.
이러한 우려는 건강과 비용에 대한 고려와 함께 더욱 환경적으로 건전한 관리 방법과 잔디에 대한 연구를 필요로 했다. 골프장 관리자는 빈번하게 이러한 관리 방법과 잔디를 사용하도록 교육되었고, 이는 골프장에 사용되는 화학물질과 물의 양을 일정량 줄여주었다. 골프장의 잔디는 물을 잘 걸러내어 생활하수 정화에 사용되어 왔다.
환경적 이유와 인간의 생존을 위해 골프장에 반대하기도 한다. 골프장은 새와 동물, 기타 야생동물들의 이주 통로를 가로막는다. 실제로, 골프장의, 토종이 아닌 단일품종은 생물다양성을 파괴한다.
최신 장비의 영향으로 오늘날의 선수들은 이전보다 더 멀리 골프공을 쳐낼 수 있다. 그 결과, 안전을 위해 골프장 설계는 더 길고 넓어져 그 면적이 10% 정도 늘어나게 되었다. 동시에, 물의 사용은 위원회에 의해 제한되어 골프장에서 유지되는 잔디풀을 줄어들게 하였다.
골프장은 해변가의 모래사장, 버려진 농장, 노천 채굴장이나 채석장, 사막, 숲 등에 만들어질 수 있다. 여러 서방 국가들은 골프장이 건설되는 장소와 방법에 대한 환경적인 제약을 제정하였다.
각국의 지역에 따라서는, 골프장과 행락지 건설의 시도가 반대에 부딪혀 양측에서 폭력이 행사되기도 한다. 골프는 다른 환경윤리적인 문제와 비교하면 가벼운 편이지만, 통상적으로 부유하고 서구화된 부류와 연관되어 있고 외부에서 유래한 토지 가치체계의 식민지화와 세계화에도 연관되어 상징적으로 중요시된다.
골프 관광과 골프장 확장에 대한 저항은 특히 필리핀과 인도네시아 토지개혁운동의 목표가 되었다.
바하마에서 골프 개발에 대한 반대는 국가적인 문제가 되어 있다. 예를 들면, 그레이트 구아나 케이(Great Guana Cay)와 비미니 주민들은 골프장이 산호초와 맹그로브(홍수림)의 영양분 균형이 깨어질 것을 염려하여 그들 섬에서의 골프 개발에 대한 법적·정치적 반대에 관여하였다.
스페인에서는 골프장의 건설과 잘못된 농작물의 선택, 기후 변화로 물이 부족해지면서 남동부에 사막화가 급속히 진행되었다고 보도되었다.
대한민국은 19세기말 처음 골프장이 지어진 이래 1960년대 이전에는 골프장이 손에 꼽을 정도였으나 경제성장에 따라 골프장이 늘어나기 시작했다. 참여정부에서 골프장 규제를 줄인 이후 2005년에서 2010년까지 해마다 신규승인 골프장이 30개를 넘어 골프장이 급증했다. 2011년부터는 10여개로 줄어 증가세가 둔화하였다. 골프장 건설은 지하수 고갈과 지반 침하, 식수원 오염, 수목 훼손과 홍수, 성지 훼손 등의 이유로 환경단체와 주민들이 반대하기도 한다. 2008년 10월에는 골프장 사업에 토지강제수용권을 부여한 현행법에 대한 위헌 소송이 제기되었다.